# Brigitte Yagüe
Brigitte Yagüe Enrique (Palma di Maiorca, 15 marzo 1981) è una taekwondoka spagnola.
È sposata con Juan Antonio Ramos.

## Palmarès
Giochi olimpici
- Argento a Londra 2012

Mondiali di taekwondo
- Argento a Campionati mondiali di taekwondo 2001
- Oro a Campionati mondiali di taekwondo 2003
- Argento a Campionati mondiali di taekwondo 2005
- Oro a Campionati mondiali di taekwondo 2007
- Oro a Campionati mondiali di taekwondo 2009
- Bronzo a Campionati mondiali di taekwondo 2011

Europei di taekwondo
- Oro a Campionati europei di taekwondo 1998
- Oro a Campionati europei di taekwondo 2002
- Oro a Campionati europei di taekwondo 2004
- Argento a Campionati europei di taekwondo 2005
- Oro a Campionati europei di taekwondo 2008
- Bronzo a Campionati europei di taekwondo 2012